# 黎明 (布格罗)
《黎明》是法国画家威廉·阿道夫·布格罗创作于1881年的一幅油画。画中人物为希腊神话中黎明女神厄俄斯。现收藏于美国阿拉巴马州的伯明翰美术馆。

## 类似作品
- 白昼
- 黑夜
- 暮色心境